# Tebesbest
Tebesbest là một đô thị thuộc tỉnh Ouargla, Algérie. Dân số thời điểm năm 2002 là 29.84 người.